# Cianuro de calcio
El cianuro de calcio aparece como cristales o polvo blanco o polvo gris-negro (grado técnico). Al igual que otros cianuros similares, es muy tóxico por absorción cutánea a través de heridas abiertas, por ingestión y por inhalación. Es un compuesto inorgánico con la fórmula Ca(CN)2. Es un sólido blanco, aunque rara vez se observa en forma pura. Las muestras comerciales suelen ser negro-grisáceas. Es la sal de calcio del cianuro de hidrógeno. Se hidroliza fácilmente (incluso en aire húmedo) para liberar cianuro de hidrógeno.

## Preparación
El cianuro de calcio se puede preparar tratando el óxido de calcio (CaO) en polvo con ácido hidrociánico anhidro en ebullición en presencia de un acelerador como el amoníaco o el agua para minimizar la pérdida del ácido hidrociánico por polimerización:
{\displaystyle \mathrm {CaO+2\ HCN\longrightarrow \ Ca(CN)_{2}+H_{2}O} }
También se puede preparar haciendo reaccionar ácido hidrociánico líquido con carburo de calcio. Alternativamente, el cianuro de calcio se puede preparar haciendo reaccionar ácido cianhídrico gas con cal viva (CaO) a altas temperaturas alrededor de 400 °C. A temperaturas más altas alrededor de 600 °C se forma cianimida de calcio en su lugar. El material preparado a menudo está contaminado con derivados poliméricos de cianuro de hidrógeno, de ahí el color negro.
El cianuro de calcio se puede producir por azotación exotérmica de carburo de calcio a 1000 °C. Surge como un intermediario en la producción de cianamida de calcio:
{\displaystyle \mathrm {CaC_{2}+N_{2}\longrightarrow \ Ca(CN)_{2}} }
El cianuro de calcio también se produce en disolución acuosa haciendo reaccionar el ácido hidrociánico con hidróxido de calcio:
{\displaystyle \mathrm {Ca(OH)_{2}+2\ HCN\longrightarrow \ Ca(CN)_{2}+2\ H_{2}O} }

## Reactividad
El cianuro de calcio se hidroliza fácilmente para formar gas de cianuro de hidrógeno. La presencia de ácido acelera la evolución del cianuro de hidrógeno. Es reactivo a los agentes oxidantes. El cianuro de calcio también se usa a veces para producir cianuro de amonio haciéndolo reaccionar con carbonato de amonio.
{\displaystyle \mathrm {Ca(CN)_{2}+(NH_{4})_{2}CO_{3}\longrightarrow \ 2\ NH_{4}CN+CaCO_{3}} }

## Usos
El cianuro de calcio se usa casi exclusivamente en la industria minera. Sirve como una fuente económica de cianuro en muchas operaciones de lixiviación o tina para obtener metales preciosos como el oro y la plata de sus minerales. Lo hace formando complejos de coordinación con los metales que los separan de los minerales. Se distribuye en forma de escamas sólidas o en forma líquida.